# Giro dei Paesi Baschi 1971
Il Giro dei Paesi Baschi 1971, undicesima edizione della corsa, si svolse dal 21 al 25 aprile 1971 su un percorso di 875 km ripartiti in cinque tappe (la terza tappa suddivisa in due semitappe). La vittoria fu appannaggio dello spagnolo Luis Ocaña, che completò il percorso in 24h31'53", precedendo il francese Raymond Poulidor e il connazionale Miguel María Lasa. 
I corridori che partirono da Eibar furono 59 (appartenenti a sei squadre: 4 spagnole, Kas, Fagor, Orbea, Werner, una francese, la Bic e una portoghese, la Coelima Benfica), mentre coloro che tagliarono il traguardo finale furono 35.

## Tappe
| Tappa  | Data      | Percorso                                            | km  | Vincitore di tappa  | Leader classifica generale |
| ------ | --------- | --------------------------------------------------- | --- | ------------------- | -------------------------- |
| 1ª     | 21 aprile | Eibar > Bilbao                                      | 173 | Miguel María Lasa   | Miguel María Lasa          |
| 2ª     | 22 aprile | Bilbao > Logroño                                    | 186 | Miguel María Lasa   | Miguel María Lasa          |
| 3ª     | 23 aprile | Logroño > Pamplona                                  | 186 | Bernard Labourdette | Cyrille Guimard            |
| 4ª-1   | 24 aprile | Pamplona > Tolosa                                   | 137 | Miguel María Lasa   | Cyrille Guimard            |
| 4ª-1   | 24 aprile | Tolosa > Donostia/San Sebastián (Cron. individuale) | 30  | Luis Ocaña          | Luis Ocaña                 |
| 5ª     | 25 aprile | Donostia/San Sebastián > Eibar                      | 163 | Cyrille Guimard     | Luis Ocaña                 |
| Totale | Totale    | Totale                                              | 875 |                     |                            |

## Classifica generale
| Pos. | Corridore           | Squadra | Tempo    |
| ---- | ------------------- | ------- | -------- |
| 1    | Luis Ocaña          | Bic     | 24h31'53 |
| 2    | Raymond Poulidor    | Fagor   | a 1'06"  |
| 3    | Miguel María Lasa   | Orbea   | a 1'10"  |
| 4    | Bernard Labourdette | Bic     | a 1'44"  |
| 5    | Francisco Gabica    | KAS     | a 1'45"  |
| 6    | Jesús Manzaneque    | KAS     | a 1'46"  |
| 7    | Jesús Galdeano      | KAS     | a 1'48"  |
| 8    | Cyrille Guimard     | Fagor   | a 1'57"  |
| 9    | Luis Santamarina    | Werner  | a 2'11"  |
| 10   | Francisco Galdós    | KAS     | a 2'53"  |